# Лови, Исраэль
Исраэль Лови (нем. Israël Lovy, был известен также под фамилией Глогауэр, нем. Glogauer; 31 августа 1773, Шоттланд, ныне в составе Гданьска — 7 января 1832, Париж) — немецкий и французский синагогальный кантор. Отец журналиста Юлиуса Лови.
Получил образование в ешиве в Глогау, где его отец служил кантором. Учился также игре на скрипке без ведома отца. Путешествовал по Европе, в Вене присутствовал при исполнении оратории Йозефа Гайдна «Сотворение мира», что во многом повлияло на его музыкальные вкусы. В 1799—1806 гг. кантор в Фюрте, одновременно изучал игру на фортепиано и виолончели, итальянский и французский языки, пел в светских концертах. Затем работал в Майнце, Страсбурге, гастролировал в Лондоне. В 1818 году получил приглашение на постоянную работу в одной из лондонских синагог, но по дороге остановился в Париже и выступал там в синагогах с таким успехом, что получил предложение остаться и в 1822 г. занял пост главного кантора в новой Синагоге Назарет в Третьем округе. Расширил возможности синагогального пения, опираясь на свой опыт в области светской музыки. Сборник хоров Лови был опубликован много лет спустя (фр. Chants religieux… pour les prières hébraïques; 1862).